# Chicas chic
Chicas chic es el título del segundo álbum de estudio grabado por la boyband mexicana Mercurio. Fue lanzado al mercado bajo los sellos discográficos Sony Latin y Columbia Records el 29 de abril de 1997.

## Lista de canciones
| Chicas chic |                               |          |  |
| N.º         | Título                        | Duración |  |
| 1.          | «Chicas chic»                 | 4:19     |  |
| 2.          | «Creo en ti»                  | 4:35     |  |
| 3.          | «Amarte en exceso»            | 3:48     |  |
| 4.          | «Explota corazón»             | 3:39     |  |
| 5.          | «Bye bye babe»                | 4:59     |  |
| 6.          | «Y es que tú (Tan enamorado)» | 3:47     |  |
| 7.          | «La mirada de ayer»           | 4:17     |  |
| 8.          | «Tienes magia»                | 4:00     |  |
| 9.          | «Niña»                        | 4:28     |  |
| 10.         | «Entre pared y pared»         | 4:17     |  |

## Integrantes
- Alex Sirvent
- Héctor Ugarte
- Alfonso "Poncho" Barbosa
- Daniel "Dany" Merlo
- Rodrigo Sieres

- Datos: Q25409013